# Петар Јанковић
Петар Јанковић (Смедерево, 1874 — Београд, 1909) био је српски географ и професор.

## Биографија
Завршио је Филозофски факултет Велике школе 1897. године и три семестра у Берну и Халеу.
Предавао је четири године као професор у српској гимназији у Солуну.
Био је кустос Географског завода Велике школе и професор Прве мушке гимназије.
Он је био пратилац Јована Цвијића на истраживањима по Македонији, Епиру, Тесалији, Тракији и скадарској области. Током научне каријере активно је водио преписку са Јованом Цвијићем.
Бавио се научним радом између 7 и 8 година. Поверени су му многи српски национални задаци.
Преминуо је услед упале плућа од којег се развила туберколоза.

## Дела
- Површине Речних сливова у Србији[2]
- О историји развитка нишавске долине[2]
- Стари глечери Пирина[2]
- О Пирину[2]
- О Плауту[2]
- О Струмици[2]
- О Пајаку[2]
- О Дорјанском језеру[2]
- О Лугадинском језеру[2]
- О Бешичком језеру[2]